# 第19潜水艦旅団 (ロシア海軍)
第19潜水艦旅団（19-я Бригада подводных лодок）は、ロシア海軍太平洋艦隊に所属する旅団級部隊。キロ型潜水艦を装備し、日本海における哨戒を任務とする。ウラジオストクのウリス湾が母港。第182潜水艦旅団解散後は同旅団所属の潜水艦も集約した。

## 沿革
- 1957年11月：第40潜水艦師団において、プロジェクト613×9隻と母船「バフムート」で旅団編成。
- 1961年7月：第6潜水艦戦隊に所属。
- 1998年：運用隻数の減少（2隻）により、第213独立潜水艦大隊に格下げ。
- 200?年：運用隻数の増加（4隻）により、旅団として復活。

## 装備
キロ型通常動力型潜水艦×7隻を装備。
- B-445
- B-394
- B-464
- B-494
- B-345
- B-187
- B-190

## 歴代旅団（大隊）長
| 職名       | 就任年          | 氏名                     | 階級 |
| ---------- | --------------- | ------------------------ | ---- |
| 旅団長     | 1957年 - 1962年 | ウラジーミル・ポポフ     | 大佐 |
| 旅団長     | - 1967年        | G.サフロノフ             |      |
| 旅団長     | -               | R.ラドゥシュケヴィッチ   | 大佐 |
| 旅団長     | 1991年 -        | V.シロコフ               | 大佐 |
| 旅団長     | 1997年 -        | A.ヴォイトヴィッチ       | 大佐 |
| 大隊長     | 1999年 - 2001年 | ロジオン・チュリン       | 大佐 |
| 旅団長代行 | -               | アレクサンドル・サウチン | 中佐 |